# Arne Fog Pedersen
Arne Fog Pedersen, född 25 augusti 1911 i Hinnerup, död 29 november 1984 i Flensburg, var en dansk folkhögskoleföreståndare, journalist, diplomat och kyrkominister i Hilmar Baunsgaards borgerliga regering 1968–1971. Han tillhörde partiet Venstre.

## Bakgrund
Arne Fog Pedersen var son till Anders Jørgen Pedersen, som var lärare, och Marie Fog Nielsen. Uppväxten var präglad av grundtvigianismen. Han tog studentexamen från Svendborg Gymnasium 1929 och blev cand. theol. Från Köpenhamns universitet 1939. Vid sidan om studierna var han redaktör för den kristna studentföreningens (Studenterkredsen) tidskrift, Kredsen (1933-1935). Därefter arbetade han som lärare vid Rødding Højskole (1939-1950) och chef för Statsradiofoniens (nu Danmarks Radio) föredragsavdelning (1950-1953). Han arbetade även på tidningarna Dansk Ungdom (1946-1950) och Højskolebladet (1953-1957). Därefter återvände han till Rødding Højskole, nu som skolans föreståndare (1953-1968), och var samtidigt ordförande av folkbildningsförbundet Liberalt Oplysnings Forbund (LOF) (1954-1968). Då LOF är knutet till partiet Venstre bedrev Pedersen ett nära samarbete med dem och blev utsedd till partiets representant i Radiorådet (1959-1963) och dess programutskott (1959-1968). Pedersen deltog inte i partiets behandling av Thorkil Kristensen, vilket gjorde att han var på god fot med Erik Eriksen och Poul Hartling.
Pedersen innehade flera politiska uppdrag; han var ledamot i Haderslev amts ungdomsnævn (1955-1959) och fredningsnævn (1958-1968), styrelseledamot i föreningen Dannevirke (1956-1958) och ledamot i 6-mannautskottet för kontakten med Sydslesvig (1957-1968). Han var vice ordförande för Dansk Folkescene (1955-1968) och ingick därmed i Kulturministeriets kulturutskott (1962-1968). Han ingick i den danska Unescokommissionen (1955-1968), som fungerade som en rådgivande instans för den danska regeringen rörande uppfyllande av Unescos mål, och i statens kommitté för stöd av det danska språket och kulturen i utlandet (1957-1968). Han var även medlem i representantskapet för föreningen Norden (1956).
Pedersen har skrivit böckerna Danmarks første Højskole (1944) och Et folk vågner. Venstres historie I (1970, tillsammans med Hans Lund).

## Kyrkominister
Då Hilmar Baunsgaard (Det Radikale Venstre) bildade regering tillsammans med Venstre och Det Konservative Folkeparti 1968 utsågs Pedersen till kyrkominister. Detta till trots för att han inte var medlem i Folkekirken, utan i en fristående grundtvigiansk församling. Som kyrkominister ansvarade Pedersen bland annat för en ny indelning av kyrkans pastorat, kontrakt och stift i samband med 1970 års kommunreform. Han avvisade dock att tillsätta en utredning om förhållandet mellan kyrka och stat. För att råda bot på bristen av präster genomfördes en lag som gjorde det möjligt för bl.a. lärare att få tillgång till prästämbetet genom en kompletterande utbildning.
Efter att den borgerliga regeringen avgick 1971 återvände Pedersen till sitt arbete som föreståndare för Rødding Højskole och blev samtidigt ordförande för Grænseforeningen (1972-1976). Han lämnade dessa uppdrag 1976, då han utsågs till dansk generalkonsul i Flensburg. Detta uppdrag innehade han till 1981, då han efterträddes av socialdemokraten Jørgen Peder Hansen.